# Rudolph Kranold
Rudolph Heinrich Carl Conrad Kranold (25. november 1819 i Itzehoe – 8. februar 1889 i Odense) var en dansk departementschef og teaterchef, bror til Wilhelm Kranold.

## Departementschef
Han var en søn af institutbestyrer, cand.theol. Wilhelm Heinrich Otto Immanuel Kranold (1780-1838) og Louise Wilhelmine født Dreesen (1794-1855), blev 1838 dimitteret fra Ratzeburg Katedralskole til Universitetet i Kiel, tog sammesteds juridisk eksamen 1842, blev 1843 ansat som volontør i Rentekammeret, udnævntes 1847 til fuldmægtig i det under kammeret sorterende slesvig-holsten-lauenborgske revisionskontor, blev 1849 bureauchef under den blandede bestyrelseskommission for Hertugdømmet Slesvig, overgik 1850 til den tilsvarende stilling i den da, med F.F. Tillisch som overordentlig regeringskommissær, udelukkende i den danske konges navn oprettede civile styrelse af Slesvig og fungerede tillige fra samme tid som chef for denne styrelses 2. departement. Oprettelsen af Ministeriet for Hertugdømmet Slesvig 1851 forandrede foreløbig ikke hans embedsforhold, idet han først 1852 blev definitivt udnævnt til departementschef i det nævnte ministerium. 1862 blev han generaldecisor for det slesvigske regnskabsvæsen, men afskedigedes fra denne stilling i anledning af fredslutningen 1864. Desuden var han 1856-63 medlem af Rigsrådet, og under den slesvigske stænderforsamlings møder i 1855, 1860 og 1863 fungerede han som kongelig kommissarius.

## Teaterchef
1864 blev han, den tysk fødte og tysk opdragne, omend fuldt ud loyale, mand, konstitueret som chef for Det Kongelige Teater og Kapel, en udnævnelse, der, navnlig i hint tunge år, ganske naturlig hos mange måtte vække stor indignation. I de to år, han beklædte denne stilling, skete der dog næppe noget ved teatret, som kunne siges at krænke den nationale følelse, og i økonomisk henseende måtte hans administration, under hvilken han – som i sin hele øvrige embedsvirksomhed – lagde såvel forretningsdygtighed og energi som humanitet for dagen, betegnes som forholdsvis vellykket. Kravene på sparsommelighed fra teaterbestyrelsens side kom dog netop da (1866) så stærkt til orde i Rigsdagen og godkendtes i et sådant omfang af kultusministeren, at han fandt det rigtigst at trække sig tilbage. Han levede nu som privatmand, indtil han fra begyndelsen af året 1870 overtog embedet som amtsforvalter i Odense, hvilket han beklædte til sin død, 8. februar 1889.
Kranold blev kammerråd 1850, justitsråd 1852 og etatsråd samme år, Ridder af Dannebrogordenen 1854, Dannebrogsmand 1860, konferensråd 1866 og Kommandør af 2. grad 1870.
Kranold blev gift 19. december 1851 i Flensborg med Anne Marie Christiansen (19. juli 1825 i Flensborg - 16. januar 1885 i Odense), datter af grosserer, agent Christian Andreas Christiansen (1780-1831) og Rahel Jeanette Kuhlenkampf (1784-1867).
Han er begravet på Garnisons Kirkegård.
Kranold er gengivet i et portrætmaleri af Laurits Holst i Bogense efter foto fra 1871. Xylografi af Oscar Andersen ca. 1894. Fotografier af E. Lange og Dinesen & Salchov (begge Det Kongelige Bibliotek).